# Parelheiros
Parelheiros é um distrito localizado na zona sul do município de São Paulo. É o segundo maior distrito do município em extensão territorial, embora seja muito pouco povoado. Tem a maior parte da área coberta por reservas ambientais da mata atlântica — nele, localiza-se  a Área de Proteção Ambiental Capivari-Monos e parte da Área de Proteção Ambiental Ilha do Bororé-Colônia. Em Parelheiros, também se encontra a aldeia indígena guarani Krukutu.
A região recebeu a primeira imigração alemã no estado de São Paulo, no início do século XIX. Dista 15 a 25 quilômetros de Itanhaém e de São Vicente, na Baixada Santista, e 50 a 60 quilômetros do região central do município de São Paulo.

## História
Na região de Parelheiros, já havia nativos e caboclos antes da vinda dos imigrantes alemães (1829). Os nativos acabaram sendo forçados a abandonarem suas aldeias assim que estradas eram abertas. Diz-se que havia também um grande quilombo de ex-escravizados afro-brasileiros. A mão de obra imigrante era composta sobretudo por ex-militares e o intuito era "clarear" a "raça brasileira", pois o governo imperial temia que o pais se tornasse um país de negros, o que na verdade já o era na maioria, ou mormente composto por mulatos, entre eles brilhantes estadistas e engenheiros, i.e., em se tratando de filhos de negras com pais brancos de certa posição e que podiam mandar seus filhos estudar na Europa. Sendo a princesa Leopoldina de origem austríaca e tendo bom relacionamento com terras de língua germânica, sem contar o favoritismo por teutônicos tidos como superiores no aspecto racial.
A teimosia teutônica, assim como havia sido a dos indígenas ao serem forçados ao trabalho escravo, os impediu de aceitar qualquer terra improdutiva para viverem. Vários foram enganados e quando chegaram à região e viram que eram dominadas por brejos, partiram a outras regiões mais férteis e onde havia mais conterrâneos como no Sul do pais. Alguns, porém ficaram e como não tinham templo onde se congregarem e como o Brasil ainda tinha o catolicismo como religião oficial, os luteranos eram forçados a viajar com colonos católicos à matriz de Santo Amaro todo domingo e ouvir missa católica-romana, talvez para que não ficassem na ociosidade ou se reunissem em culto protestante. Mais tarde, os japoneses foram trazidos para trabalho no campo.
Também em 1829, foi inaugurado na região o Cemitério de Colônia, o mais antigo da cidade de São Paulo (à frente do Cemitério da Consolação), por boa parte dos imigrantes alemães que ali haviam chegado na época. Ele foi parcialmente desativado após a Segunda Guerra Mundial devido à falta de recursos; porém, foi reativado em 18 de novembro de 2000 após a união de diferentes associações alemães. Desde 2004, ele é considerado Zona Especial de Preservação Cultural, sendo que, atualmente, a parte mais alta do terreno é utilizada para novos sepultamentos.
Parelheiros recebeu este nome devido às diversas corridas de cavalos (parelhas) entre os alemães e os brasileiros. Antes o distrito era conhecido como Santa Cruz, por existir uma cruz no local, colocada por um devoto chamado Amaro de Pontes, a qual originou a igreja de Santa Cruz.
Parelheiros se destaca em relação à Colônia Paulista pelo fato de haver sido aberta uma estrada no século XIX, por iniciativa do imigrante alemão  Henrique Schunck, pai do fundador de Cipó-Guaçu (hoje distrito de Embu-Guaçu). A estrada de Parelheiros, atual Estrada Ecoturística de Parelheiros, ligava às vilas de Embu-Guaçu e São José, de onde se podia partir para Rio Bonito e Santo Amaro, evitando, assim, a passagem pela Colônia, onde havia a mais antiga estrada da Conceição.

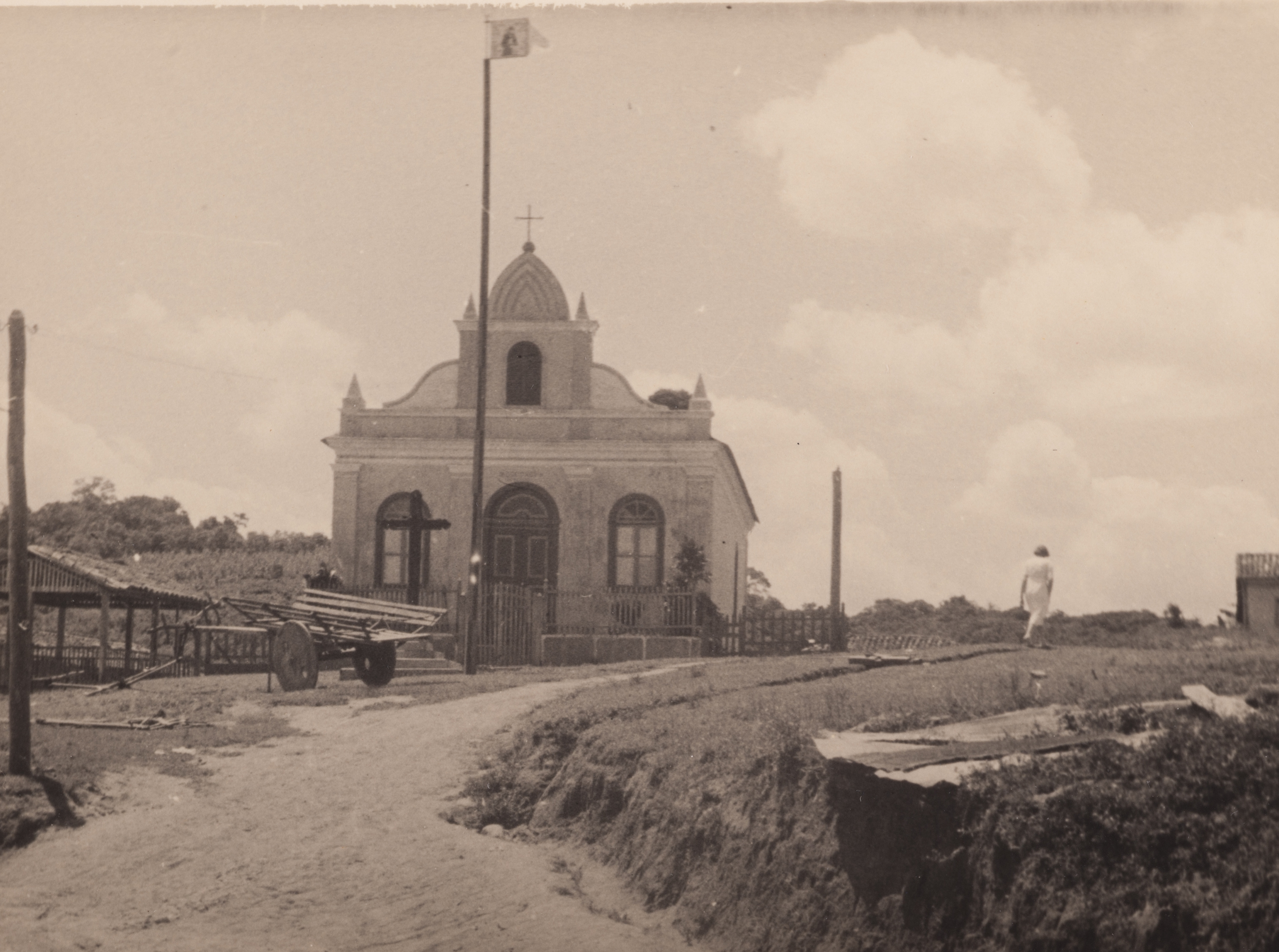
Igreja em Parelheiros, meados do século XX (foto de Werner Haberkorn).

Em meados do século XX, principalmente após a Segunda Guerra Mundial, milhares de japoneses desembarcaram no Porto de Santos. Grande parte deles ficou no chamado Cinturão Verde Metropolitano de São Paulo.
Assim, os bairros de Jaceguava e Casa Grande – que fazem parte da Subprefeitura de Parelheiros – foram sendo ocupados por famílias japonesas, que se dedicavam ao trabalho agrícola, especialmente de hortifrutigranjeiros, tornando-se importantes fornecedores deste gênero ao abastecimento da metrópole.
Em busca de alojamento barato, uma população bastante numerosa escolheu os mananciais de Santo Amaro para residir. A possibilidade de encontrar aluguéis mais baixos ou até casa própria, com algum sacrifício, surgiam os numerosos loteamentos, muitos deles irregulares, devido à publicação da lei estadual de Proteção aos Mananciais em 1976.
A inexistência de grandes espaços em áreas urbanas acabou por tomar os terrenos dos habitantes. Lotear suas propriedades foi a saída vista pelos proprietários de terra, pois o aumento de impostos territoriais veio encarecer as grandes propriedades. A solução foi dividir as chácaras e sítios em loteamentos, dando lugar ao aparecimento de vilas, jardins e parques deixando que os interesses da especulação imobiliária determinassem a localização de moradia da população trabalhadora, acentuando-se, no delineamento do traçado urbano, o desordenamento no uso do solo.

## Características físicas
São 353 km², representando 24% do município, com ocupação urbana de 2,5% e dispersa de 7,7%. Com a totalidade de seu território em área de proteção aos mananciais, a região compreende remanescentes importantes de Mata Atlântica e as áreas mais preservadas do Município. Inclui parte das bacias hidrográficas das Represas Guarapiranga e Billings, que são responsáveis pelo abastecimento de 30% da população da Região Metropolitana de São Paulo. É cortado por ferrovia de escoamento da produção agrícola ao porto de Santos e um ramal suburbano desativado.
A Cratera da Colônia, com 3,5 km², é marco geológico produzida por meteorito há milhões de anos. Parte dela é ocupada por 25 mil pessoas em loteamentos irregulares, outra de um presídio Estadual (cerca de 1500 presos); e o restante (cerca de 50%) preservada como área agrícola tradicional. A área é tombada pelo Condephaat (Res. SC 60 de 20.08.2003). Originariamente foi habitada por índios Tupis e no século XX um subgrupo guarani ali se estabeleceu, tendo hoje tem cerca de 600 pessoas em duas áreas, a Aldeia Krukutu e Morro da Saudade.
Apesar das restrições impostas pela legislação ambiental, a região apresenta urbanização intensa e desordenada, com parte da população residindo de forma precária e sérios impactos sobre os processos naturais de produção de água, devido à impermeabilização do solo, ao desmatamento, ao despejo de esgotos e ao assoreamento dos corpos d'água.
Seguindo o atual processo de urbanização, a população cresce de forma irregular, com baixa renda, aumentando á se incrementar ainda mais com a passde forma inadequada o déficit de serviços e infra-estrutura. Atualmente o número da população é de aproximadamente 200.000. O distrito é cruzado pelo trecho Sul do Rodoanel, mas não há acesso a ele.
Atualmente tem elevado índice pluviométrico e mais baixa temperatura no inverno, com geadas frequentes. É a área mais preservada do município com remanescente de Mata Atlântica (62,4%) e reflorestamento de cerca de 4% (pinus, eucaliptos). Inclui parte da Bacia Hidrográfica das represas Guarapiranga e Billings.
| Dados climatológicos para Parelheiros | Dados climatológicos para Parelheiros | Dados climatológicos para Parelheiros | Dados climatológicos para Parelheiros | Dados climatológicos para Parelheiros | Dados climatológicos para Parelheiros | Dados climatológicos para Parelheiros | Dados climatológicos para Parelheiros | Dados climatológicos para Parelheiros | Dados climatológicos para Parelheiros | Dados climatológicos para Parelheiros | Dados climatológicos para Parelheiros | Dados climatológicos para Parelheiros | Dados climatológicos para Parelheiros |
| Mês                                   | Jan                                   | Fev                                   | Mar                                   | Abr                                   | Mai                                   | Jun                                   | Jul                                   | Ago                                   | Set                                   | Out                                   | Nov                                   | Dez                                   | Ano                                   |
| ------------------------------------- | ------------------------------------- | ------------------------------------- | ------------------------------------- | ------------------------------------- | ------------------------------------- | ------------------------------------- | ------------------------------------- | ------------------------------------- | ------------------------------------- | ------------------------------------- | ------------------------------------- | ------------------------------------- | ------------------------------------- |
| Temperatura máxima média (°C)         | 24,8                                  | 24,8                                  | 24,2                                  | 22,4                                  | 20,5                                  | 19,5                                  | 18,9                                  | 19,8                                  | 20,7                                  | 21,4                                  | 22,7                                  | 23,8                                  | 22                                    |
| Temperatura média (°C)                | 20,4                                  | 20,5                                  | 19,8                                  | 17,8                                  | 15,8                                  | 14,4                                  | 13,7                                  | 14,7                                  | 15,8                                  | 16,9                                  | 18,2                                  | 19,3                                  | 17,3                                  |
| Temperatura mínima média (°C)         | 16                                    | 16,2                                  | 15,4                                  | 13,3                                  | 11,1                                  | 9,4                                   | 8,6                                   | 9,6                                   | 11                                    | 12,4                                  | 13,7                                  | 14,9                                  | 12,6                                  |
| Precipitação (mm)                     | 274                                   | 264                                   | 236                                   | 143                                   | 109                                   | 76                                    | 69                                    | 80                                    | 122                                   | 212                                   | 191                                   | 251                                   | 2 027                                 |
| Fonte: Climate Data.                  |                                       |                                       |                                       |                                       |                                       |                                       |                                       |                                       |                                       |                                       |                                       |                                       |                                       |

## Perfil demográfico
Pesquisas da Fundação Sistema Estadual de Análise de Dados indicaram que a população jovem desta subprefeitura é a maior de São Paulo. Em 2004, o risco de um homem entre 15 e 24 anos morrer era 21 vezes maior em Parelheiros do que em Pinheiros. É classificado pelo CRECI como "Zona de Valor E", assim como outros distritos da capital: Campo Limpo, Brasilândia e Itaim Paulista.
Evolução demográfica do distrito de Parelheiros

## Saúde
- Hospital Parelheiros
- UPA Parelheiros 24 horas

## Bairros
Bairros de Parelheiros:
- Barragem
- Bosque do Sol
- Casa Grande
- Chácara Ana
- Chácara Lago Grande
- Chácara Santo Hubertos
- Chácara São Sebastião
- Chácara São Silvestre
- Chácara Schunck
- Cidade Luz
- Cidade Nova América
- Cidade Satélite
- Colônia
- Condomínio Palmeiras
- Curucutu
- Embura
- Itaim de Parelheiros
- Jaceguava
- Jardim Aladim
- Jardim dos Álamos
- Jardim Almeida
- Jardim Alviverde
- Jardim Campo Belo
- Jardim das Fontes
- Jardim das Laranjeiras
- Jardim do Bosque
- Jardim do Centro
- Jardim Herplin
- Jardim Iporã
- Jardim Itaim
- Jardim Juçara
- Jardim Maria Amália
- Jardim Maria Borba
- Jardim Novo Parelheiros
- Jardim Paulo Afonso
- Jardim Progresso
- Jardim Ramala
- Jardim Santa Cruz
- Jardim Santa Teresinha
- Jardim Santa Fé
- Jardim São Joaquim
- Jardim São Norberto
- Jardim Papai Noel
- Jardim São Nicolau
- Jardim Silveira
- Jardim Vera Cruz
- Parque Terceiro Lago
- Parque Sumaré
- Parque Florestal
- Parque Recreio
- Praia Paulistana
- Rancho Alegre
- Recanto Campo Belo
- Recanto do Papai
- Sítio Casa Grande
- Sítio Santa Cecília
- Sítio Vale Verde
- Sumaré
- Vargem Grande
- Vila Bororé
- Vila Esperança
- Vila Isabel
- Vila Marcelo
- Vila Nova Esperança
- Vila Roschel

## Distritos e municípios limítrofes
- Itapecerica da Serra (Noroeste)
- Embu-Guaçu (Oeste)
- Jardim Ângela e Cidade Dutra (Norte)
- Grajaú (Norte e Leste)
- São Bernardo do Campo (Leste)
- Marsilac (Sul)